# ITWL NeoX-2 Duch
ITWL NeoX-2 Duch – polski bezzałogowy aparat latający (UAV, z ang. Unmanned Aerial Vehicle) opracowany w Instytucie Technicznym Wojsk Lotniczych (ITWL). Aparat przeznaczony jest do prowadzenia rozpoznania obrazowego.

## Historia
Aparat powstał w Zakładzie Kompozytowych Konstrukcji Lotniczych Instytutu Technicznego Wojsk Lotniczych w Warszawie w ramach projektu o kryptonimie "Wizjer" , będącego częścią "Programu Modernizacji Technicznej Sił Zbrojnych RP". Ukończony prototyp przeszedł testy sprawdzające jego funkcjonowanie w warunkach polowych na poligonie Wojskowego Instytutu Technicznego Uzbrojenia, 21. Centralnym Poligonie Lotniczym w Nadarzycach oraz lotnisku w Sochaczewie. Testy prowadzone były od października do listopada 2021 roku. 
Zbudowany w układzie latającego skrzydła aparat przeznaczony jest dla wojsk lądowych na poziomie batalionu i/lub specjalnych. W konstrukcji samolotu wykorzystano kompozyty węglowo-epoksydowe. Maszyna napędzana jest pojedynczym silnikiem elektrycznym ze śmigłem pchającym. Jej podstawowym zadaniem jest prowadzenie obserwacji w zakresie światła widzialnego i promieniowania cieplnego. Umożliwia to umieszczona w przedniej części pod kadłubem stabilizowana elektromechanicznie dwusensorowa głowica elektrooptyczna. Kamera światła widzialnego o rozdzielczości 1920 x 1080 pikseli wyposażona jest w zoom o trzydziestokrotnym powiększeniu. Kamera termowizyjna ma rozdzielczość 640 x 480 pikseli. Głowica aparatu jest oryginalnym projektem ITWL. Obraz może być transmitowany do naziemnej stacji kontroli lub zapisany na pokładzie aparatu, równolegle z obu kamer. Samolot wyposażony jest w cyfrowy system szyfrowania danych AES-128. Dodatkowym wyposażeniem jest system automatycznego śledzenia wykrytych obiektów. Aparat startuje z wyrzutni startowej, ląduje przy użyciu spadochronu. Przed przyziemieniem otwierana jest poduszka powietrzna, amortyzująca lądowanie. Aparat służy do prowadzenia obserwacji, rozpoznania, identyfikacji wykrytych obiektów, stałych i będących w ruchu. Określając współrzędne celów, może współpracować z systemami artyleryjskimi, naprowadzając je na wykryte cele. Całość systemu w wersji plecakowej, wraz z urządzeniem kontrolno-sterującym waży około 50 kg i jest obsługiwana przez dwuosobową załogę. Czas przygotowania do lotu wynosi 15 minut. 
NeoX-2 nawiązuje do wcześniejszej konstrukcji ITWL, aparatu ITWL NeoX. Nowy projekt powstał jako oryginalna konstrukcja, w której dzięki dopracowanej i polepszonej aerodynamice płatowca, udało się zwiększyć długotrwałość lotu oraz zmniejszyć sygnaturę akustyczną. 
29 rudnia 2021 roku, w siedzibie Ministerstwa Obrony Narodowej (MON), minister Mariusz Błaszczak, zatwierdził umowę pomiędzy reprezentującym MON inspektoratem Uzbrojenia a konsorcjum reprezentującym Polską Grupę Zbrojeniową, Wojskowe Zakłady Lotnicze nr 2 oraz Wojskowe Zakłady Lotnicze Nr 1. W ramach umowy, MON zakupił 25 systemów bezzałogowych statków powietrznych klasy mini NeoX-2. W skład pojedynczego systemu wchodzą cztery aparaty latające wraz z głowicami, pojedyncza naziemna stacja kontroli, pojedynczy naziemny terminal danych oraz przenośny terminal video. Harmonogram dostaw przewiduje ich realizacje w latach 2024 - 2027. Obok części efektorowej, umowa przewiduje dostarczenie dokumentacji technicznej, pakiet logistyczny oraz szklenie personelu obsługującego systemy NeoX-2. W ramach opcji, umowa przewiduje również pozyskanie systemu komputerowego do teoretycznego szkolenia personelu oraz systemu zarządzania szkoleniem. Opracowany w ITWL ma być produkowany przez konsorcjum spółek, których liderem jest Polska Grupa Zbrojeniowa, na podstawie umowy licencyjnej, pozyskanej od ITWL.